# Портрет художника (Басейн з двома фігурами)
«Портрет художника (Басейн з двома фігурами)», англ. Portrait of an Artist (Pool with Two Figures) — картина в жанрі поп-арт, створена британським художником Девідом Хокні. Великорозмірна робота (213,5 × 305 см) виконана акрилом по полотну, на ній зображені дві фігури — плавець під поверхнею води в басейні і спостерігаючий за ним стоячи біля басейну одягнений чоловік. Картина була завершена в травні 1972 року. У листопаді 2018 року вона була продана за 90,3 млн доларів США, що стало найвищою аукціонною ціною за твір нині живого художника.

## Передісторія
У січні 1964 рок, після успішного проведення першої персональної виставки в галереї Джона Касміна, Хокні вперше відвідав Каліфорнію. Художник був зачарований Америкою і, зокрема, Лос-Анджелесом . Крім впливу класичного голлівудського кіно, його привернула модерністська будівля Case Study House # 21, а будучи геєм, він цінував біфкейк-журнал «Physique Pictorial», що публікувався в Лос-Анджелесі. Пізніше Хокні говорив: «Я інстинктивно знав, що мені це сподобається, і коли я пролетів над Сан-Бернардіно і побачив басейни, будинки, сонце і все інше, я був схвильований більше, ніж за всі свої поїздки в будь-які міста».
Хокні намалював свою першу зображуючу басейн картину «Каліфорнійський колекціонер творів мистецтва» в 1964 році. В майбутньому басейн став постійною темою в його творчості, в таких картинах, як «Пітер виходить з басейну Ніка» (1966 рік) і «Великий сплеск» (1968 рік).

## Композиція
Хокні помітив два лежачих поруч на підлозі своєї майстерні знімка: фотографію людини, яка пливе під водою і знімок людини, яка опустила голову. Хокні працював над картиною протягом чотирьох місяців в кінці 1971 року, але, незадоволений композицією, зокрема ракурсом басейну, покинув незакінчену роботу і починав заново. У 1972 Хокні прилетів в Нід-дю-Дюк біля Сен-Тропе, щоб, використовуючи басейн режисера Тоні Річардсона, краще вивчити фігуру, що знаходиться під водою. Помічник Хокні Мо Макдермотт позував, як людина, що дивиться вниз. Хокні зробив сотні фотографій, заснованих на своїй композиційній ідеї.
Повернувшись в свою лондонську студію, Хокні скомпонував фотографії разом зі знімками Пітера Шлезінгера в Кенсінгтонських садах, на яких той був одягнений в такий же рожевий піджак. Хокні писав картину протягом двох тижнів, працюючи по 18 годин на день, і завершив її лише ввечері перед перевезенням її в Нью-Йорк на виставку в галереї Андре Еммеріха. Вперше вона була показана на виставці «Картини і малюнки», яка проходила з 13 по 31 травня 1972 року.
Дія картини відбувається на півдні Франції, недалеко від Сен-Тропе. З іншими роботами цього періоду її об'єднує наявність двох фігур: чоловік в білих плавках пливе брасом під водою, а художник Пітер Шлезінгер, в той час — коханий і муза Хокні — повністю одягнений стоїть на краю басейну та дивиться на плавця.
Хокні говорив про полотно: «Зізнаюся, я любив працювати над цією картиною», і, кажучи про двотижневу роботу, додавав: «працював з величезною інтенсивністю; робити це було чудово і воістину захоплююче».
Створення картини і розлучення Хокні і Шлезінгера були відображені в напівдокументальному фільмі «Більший сплеск».

## Історія продажів
Картина належала американському мільярдерові Девіду Геффену, який продав її британському мільярдерові Джо Льюїсу в 1995 році за неназваною ціною.
Після дев'яти хвилин торгів 15 листопада 2018 року картину була продана за 90,3 мільйонів доларів США на торгах в належному Крістіс аукціонному залі в Нью-Йорку, що встановило рекорд аукціонної ціни для робіт сучасних художників. Ціна побила попередній рекорд нині живих художників — 58 мільйонів доларів за роботу Джеффа Кунса «Помаранчева собака з повітряних куль» у 2013 році; більш ніж в три рази ціна перевершила попередній рекорд для роботи Хокні — 28,5 мільйонів доларів за лот з картин «Тихоокеанське шосе» та «Санта Моніка», проданий в травні 2018 року.